# El Suspiro
El Suspiro es una localidad del municipio de Huimanguillo ubicado en la subregión de la Chontalpa del estado mexicano de Tabasco.

## Geografía
La localidad de El Suspiro se sitúa en las coordenadas geográficas 17°56′29″N 93°35′57″O / 17.941389, -93.599167, a una elevación de 10 metros sobre el nivel del mar.

## Demografía
Según el Conteo de Población y Vivienda 2020, efectuado por el Instituto Nacional de Estadística y Geografía, la localidad de El Suspiro tiene 303 habitantes, de los cuales 142 son del sexo masculino y 161 del sexo femenino. Su tasa de fecundidad es de 2.71 hijos por mujer y tiene 78 viviendas particulares habitadas.
| Gráfica de evolución demográfica de El Suspiro entre 1990 y 2020 |
|                                                                  |
| INEGI.                                                           |